# Izjevsk
Izjevsk är huvudstad i delrepubliken Udmurtien i Ryssland och har cirka 640 000 invånare. Staden ligger väster om Uralbergen vid floden Izj. Izjevsk har en omfattande vapenindustri och det var här som Michail Kalasjnikov konstruerade och tillverkade automatvapnet Ak-47. År 2006 besökte Venezuelas president Hugo Chávez staden och tillkännagav en beställning av gevär.

## Administrativ indelning
Izjevsk är indelad i fem stadsdistrikt:
| Stadsdistrikt | Folkmängd 9 oktober 2002 | Folkmängd 14 oktober 2010 | Folkmängd 1 januari 2015 |
| ------------- | ------------------------ | ------------------------- | ------------------------ |
| Industrialnyj | 110 174                  | 113 721                   | 118 973                  |
| Leninskij     | 115 222                  | 121 773                   | 124 653                  |
| Oktiabrskij   | 142 994                  | 135 556                   | 135 576                  |
| Pervomajskij  | 126 806                  | 124 598                   | 126 179                  |
| Ustinovskij   | 136 944                  | 132 086                   | 136 643                  |
| Summa         | 632 140                  | 627 734                   | 642 024                  |

## Vänorter
Izjevsk har följande vänorter:
- Będzin, Polen, sedan 11 juni 2004
- Córdoba, Argentina, sedan 13 juni 2006
- Jambol, Bulgarien, sedan 12 juni 1995
- Maracay, Venezuela, sedan 25 juli 2006
- Tatabánya, Ungern, sedan 10 december 1992
- Xining, Kina, sedan 12 maj 2002